# Studio City (Macao)

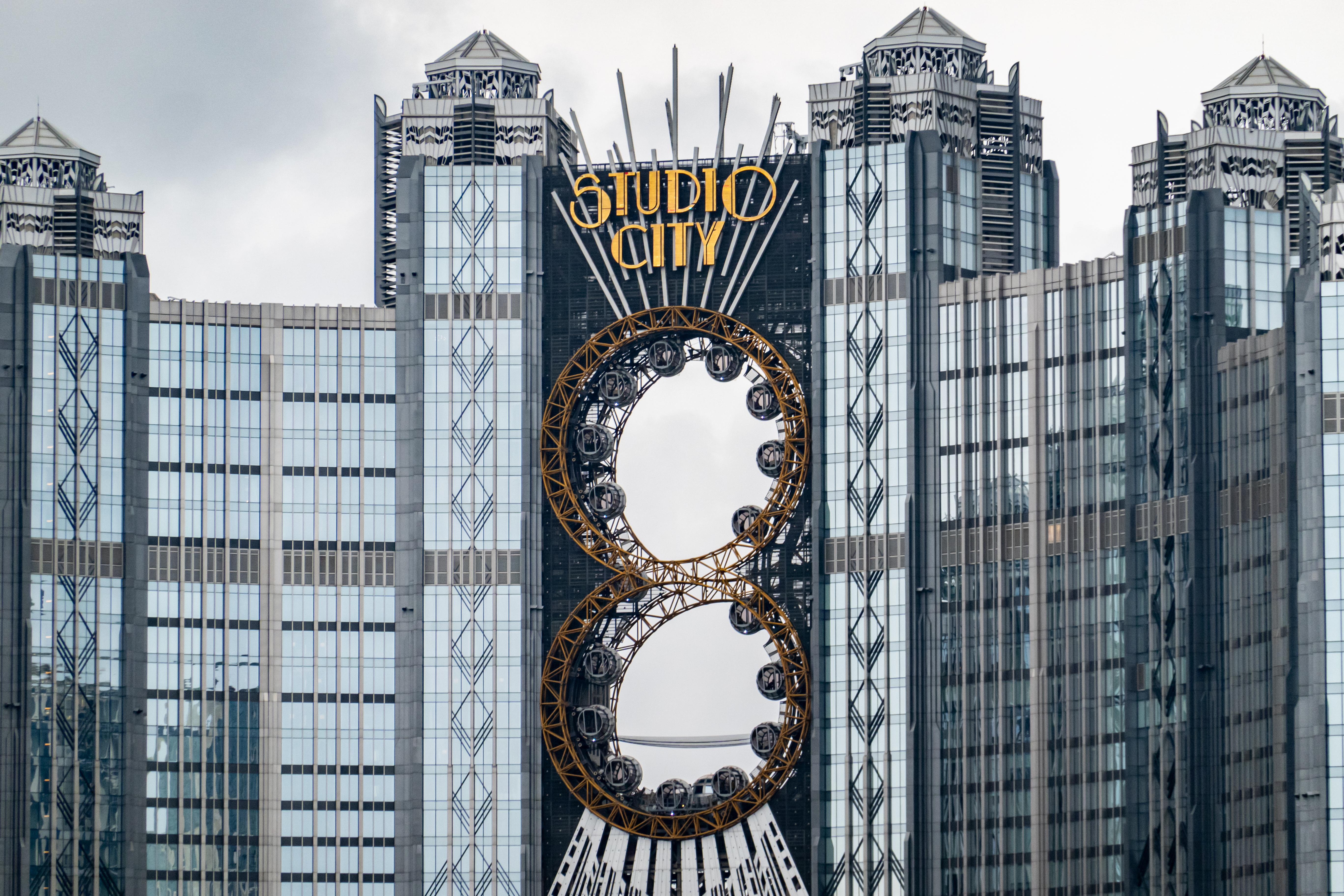
La « Golden Reel », plus haute grande roue en forme de 8 au monde

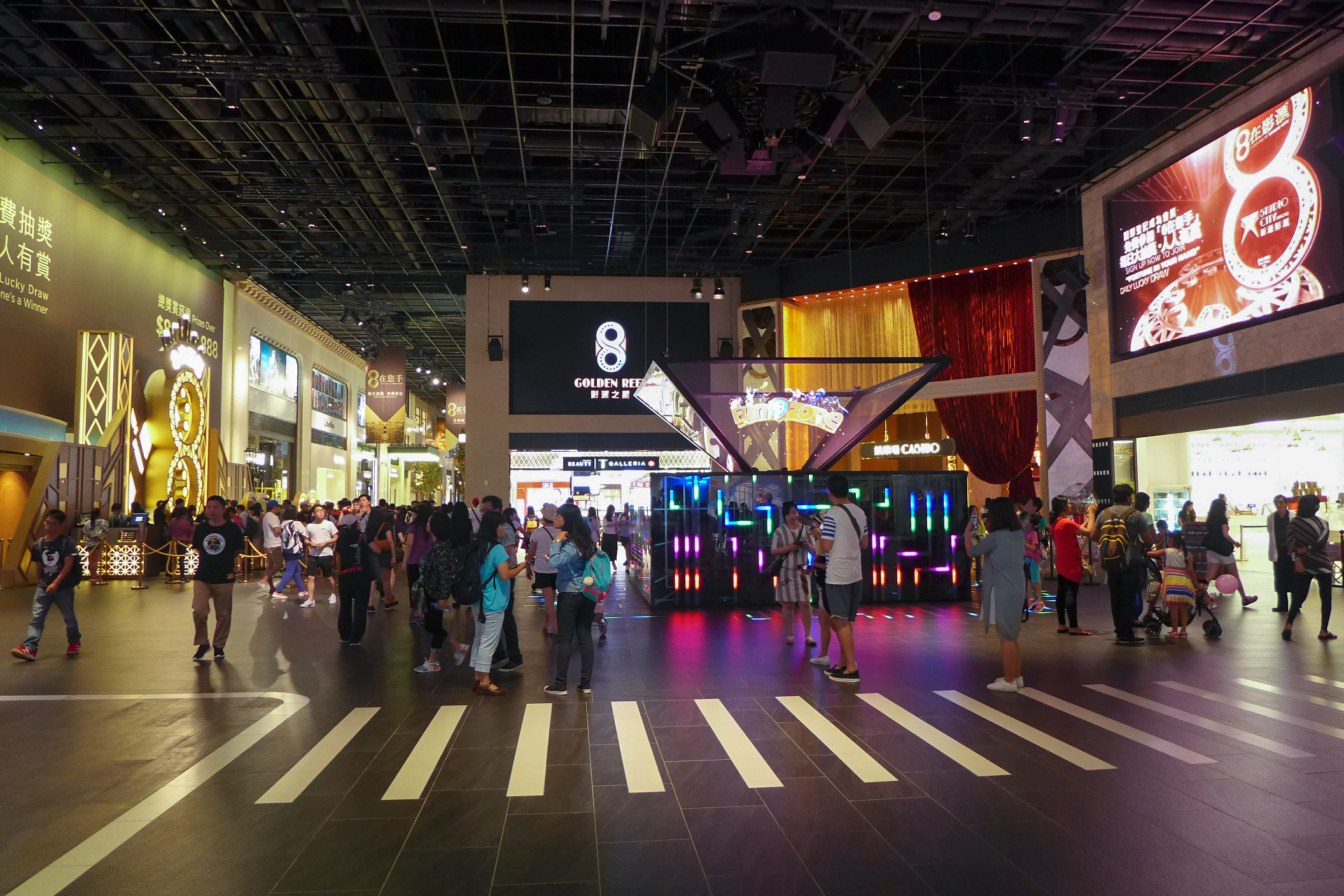
La Piazza di Macao qui est l'entrée de Studio City

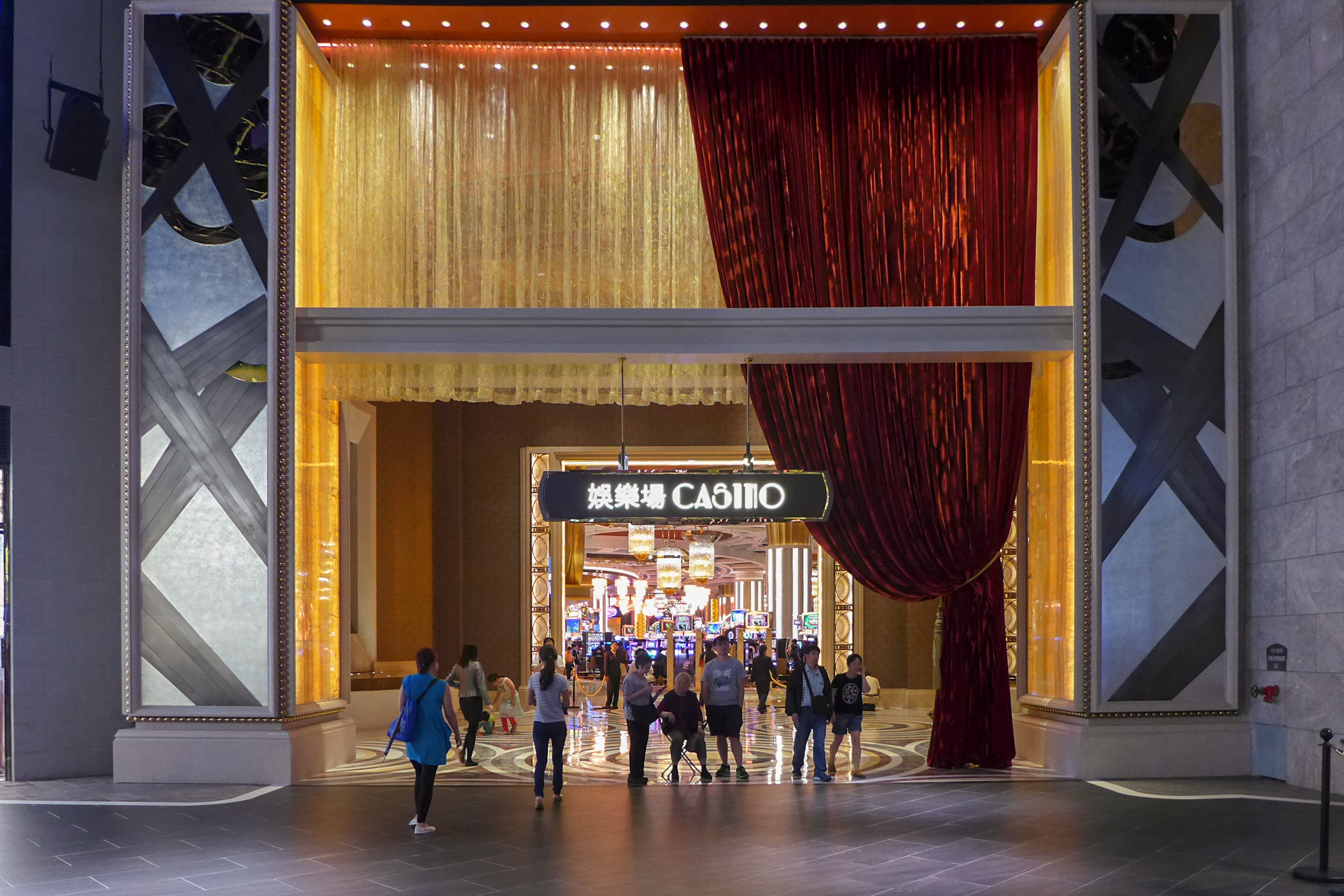
Entrée du casino

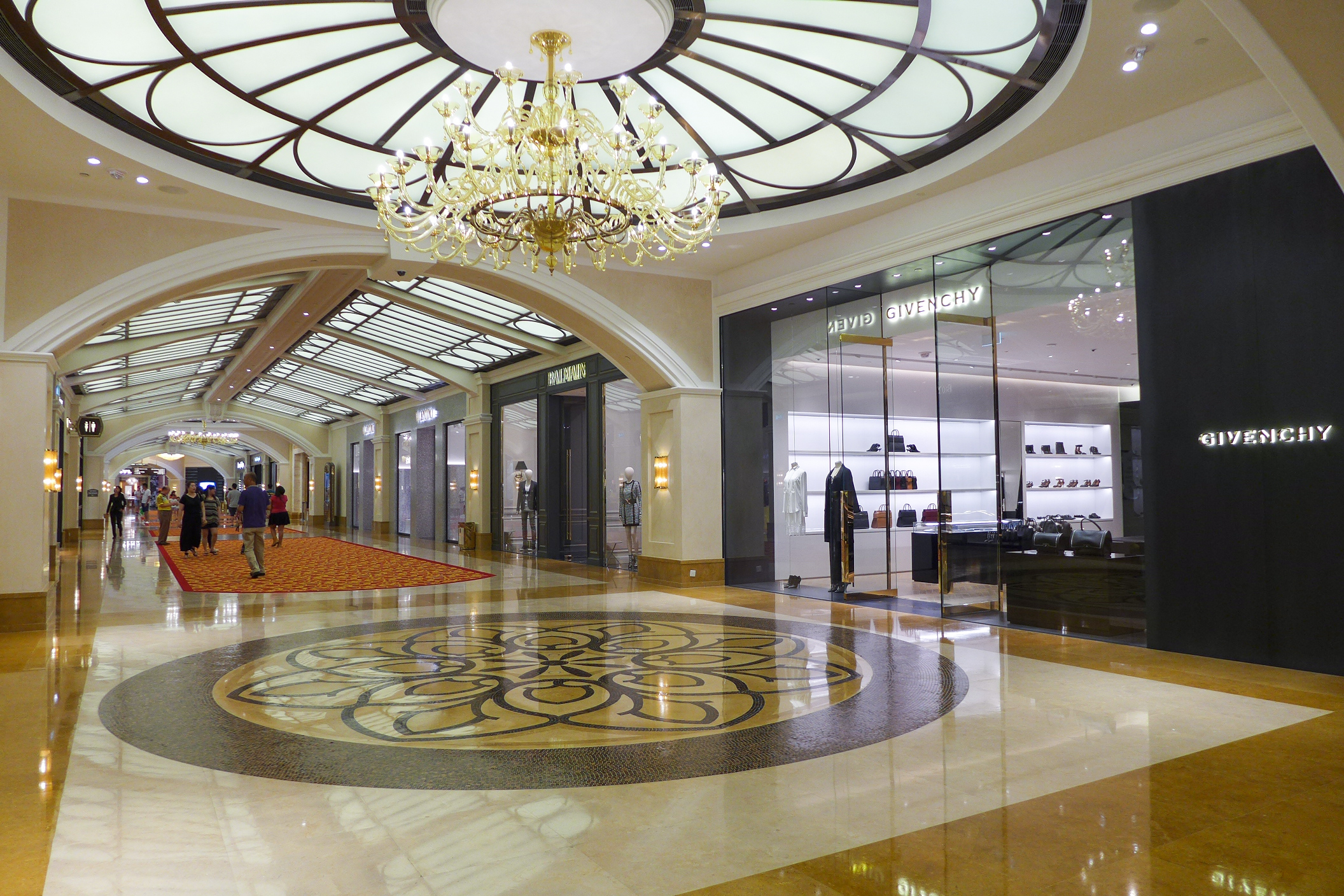
Boutiques de la rue commerçante

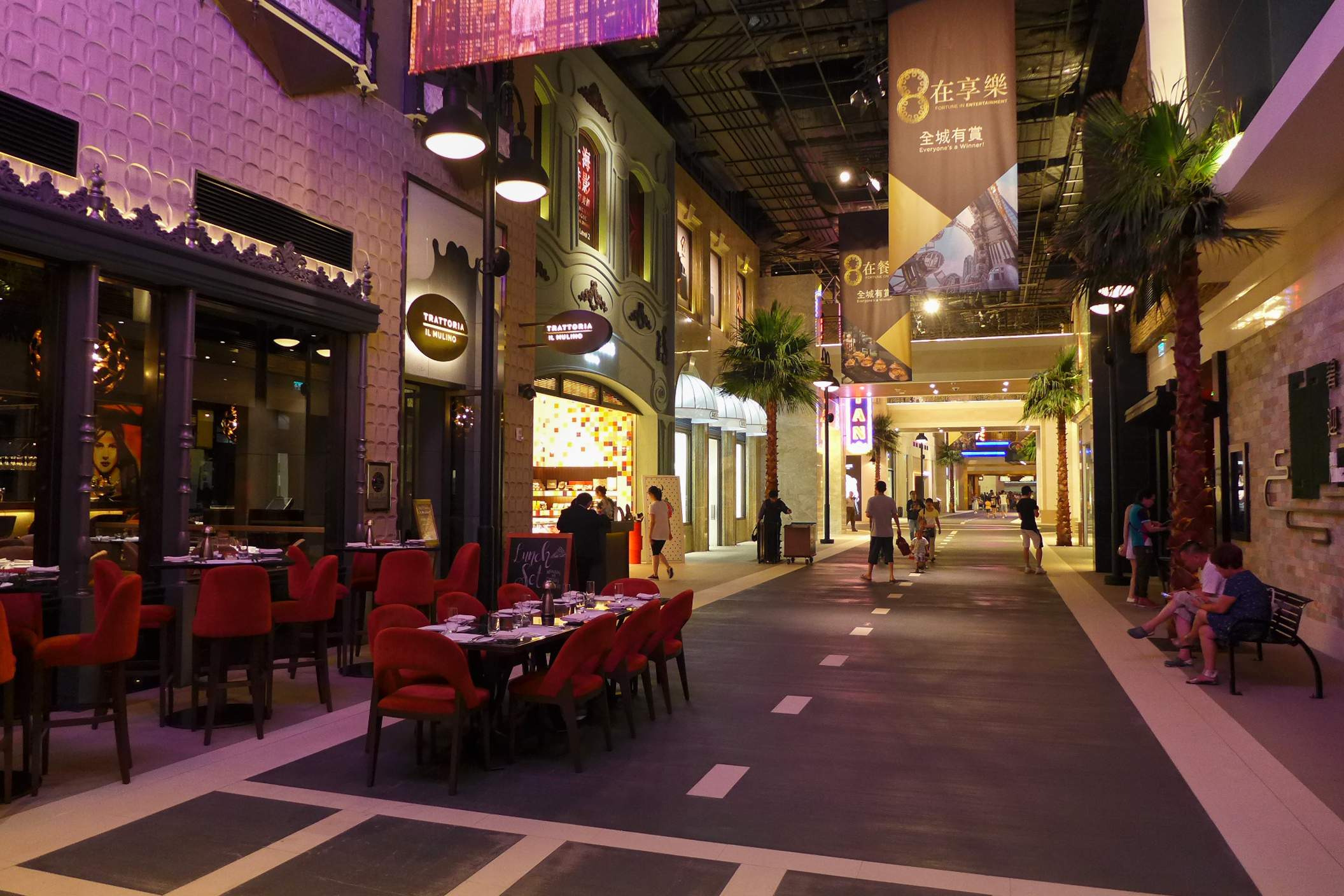
Restaurants de la rue commerçante

Studio City (新濠影滙) est un complexe intégré de loisirs et de divertissements situé dans la zone du Cotai Strip à Macao en Chine, inauguré en octobre 2015. Conçu pour évoquer l'âge d'or d'Hollywood, il combine des éléments de casino, d'hôtellerie, de divertissement et de shopping. Le complexe est exploité par Melco Resorts & Entertainment (en), sous la direction de Lawrence Ho, et se distingue par son architecture inspirée du cinéma et son atmosphère immersive.
En plus de son casino, Studio City abrite plusieurs attractions, dont une grande roue emblématique en forme de huit appelée Golden Reel, ainsi que des studios de production et un théâtre de spectacles. Il se positionne comme une destination familiale en intégrant des espaces non liés aux jeux d'argent, tels que des parcs à thème intérieurs et des installations pour des événements artistiques.
Le complexe s'inscrit dans la stratégie de diversification économique de Macao, visant à attirer des visiteurs intéressés par des expériences culturelles et de loisirs en complément des casinos. Depuis son ouverture, Studio City a contribué à redéfinir l'offre touristique de la région en mettant l'accent sur le divertissement et l'hospitalité haut de gamme.

## Historique
Le projet est initialement développé sans casino par les sociétés d'investissement américaines Silver Point Capital (en) et Oaktree Capital Management, avec une participation de 40 % via une filiale commune, New Cotai Holdings, et la société de divertissement de Hong Kong eSun Holdings Ltd. En juin 2011, Melco Crown Entertainment (en) acquiert la participation contrôlante de 60 % d'eSun. Taubman Centers (en) était également un investisseur précoce, ayant initialement acquis une participation de 25 % dans The Mall at Studio City, la composante commerciale de Studio City, puis a exercé son option, retirant 65 millions de dollars américains lorsque la période de condition de 18 mois contingente à d'autres financements a expiré, le 11 août 2009.
Le complexe Studio City, d'un coût de 3,2 milliards de dollars, ouvre officiellement le 27 octobre 2015 sur le Cotai Strip, adjacent à la station de métro de Macao à Lotus Checkpoint (en) et directement connecté à la ligne de Taipa.
Melco Crown Entertainment commande un film de 70 millions de dollars pour la grande ouverture du complexe. Produit par Brett Ratner, Martin Scorsese dirige Robert De Niro et Leonardo DiCaprio dans le court-métrage de 15 minutes The Audition (en), où ils incarnent des versions fictives d'eux-mêmes.
En décembre 2020, la Star Tower de Studio City et l'Altira Macao, ainsi que d'autres propriétés de Melco Resorts, sont parmi les premiers hôtels au monde à recevoir la certification Sharecare Health Security par le Forbes Travel Guide.

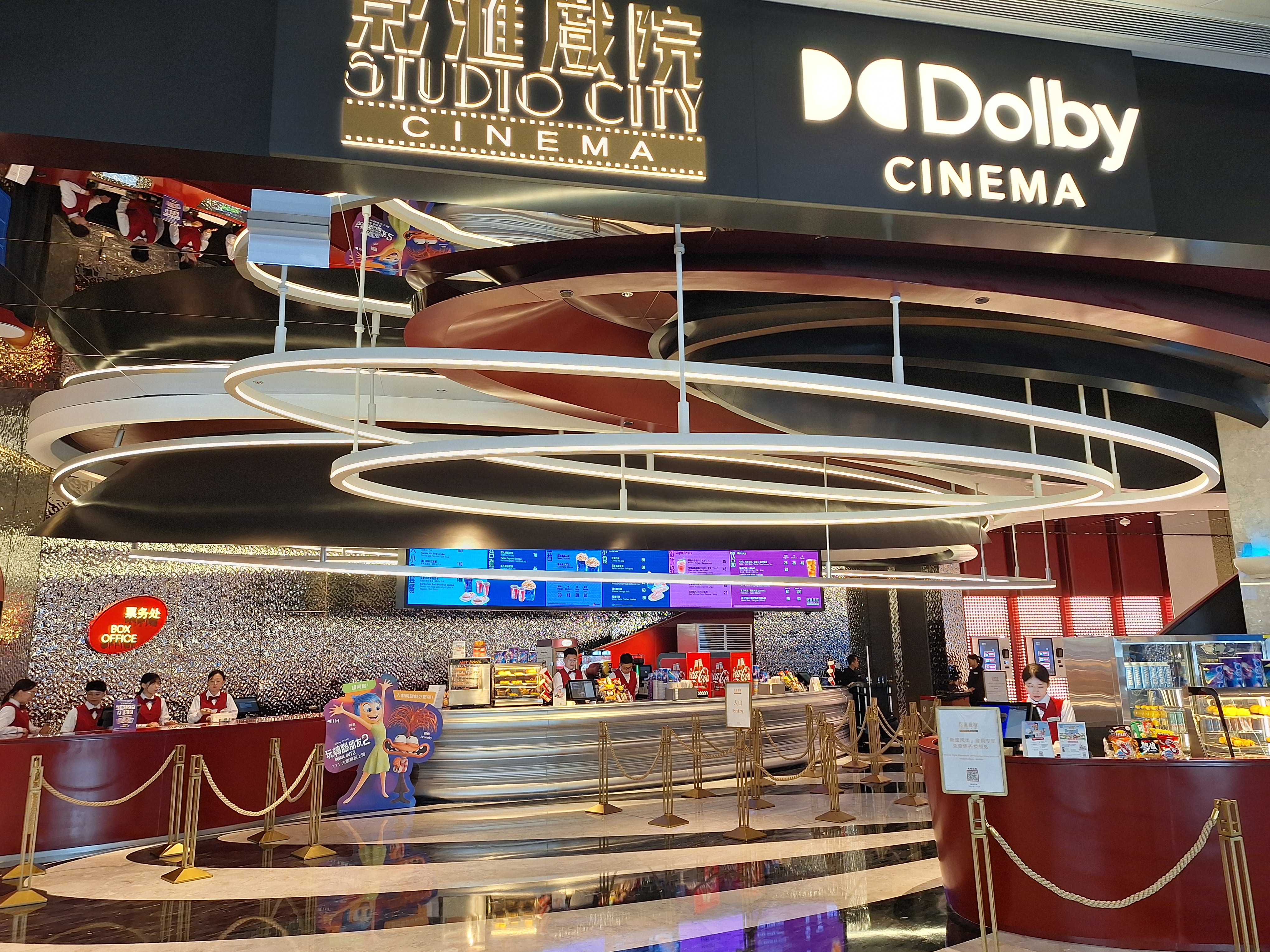
Cinéma Dolby Cinema

Le 26 juin 2024, le premier cinéma Dolby Cinema de la région de Hong Kong et Macao, le Studio City Cinema, ouvre officiellement, avec un investissement de 1,2 milliard US$ et conçu par le célèbre cabinet d'architecture international Zaha Hadid Architects (en). Le cinéma dispose de neuf salles de cinéma, offrant un total de 770 sièges, dont cinq salles de cinéma de luxe et une salle de cinéma pour couples avec des sièges adjacents exclusifs.

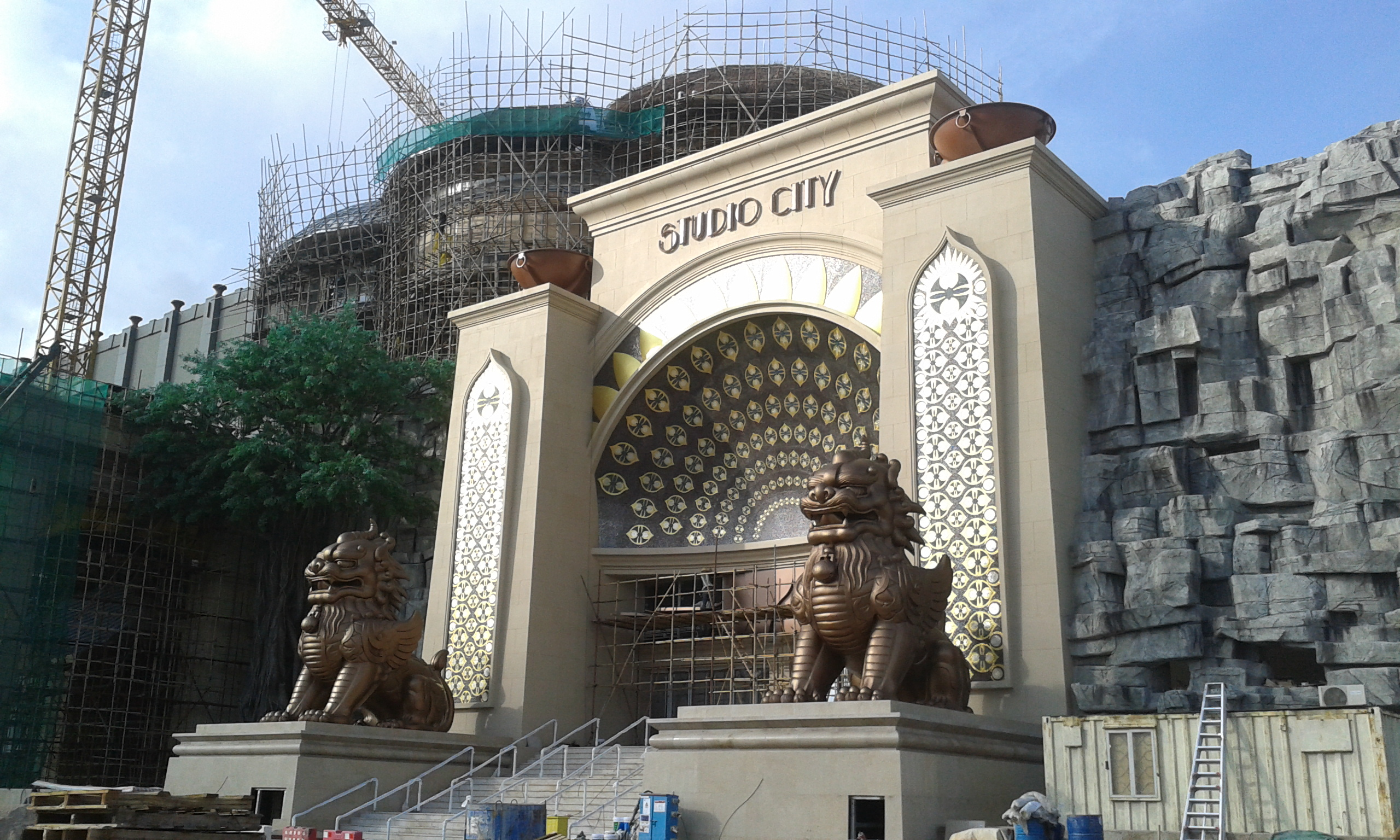
Studio City en construction (août 2015)
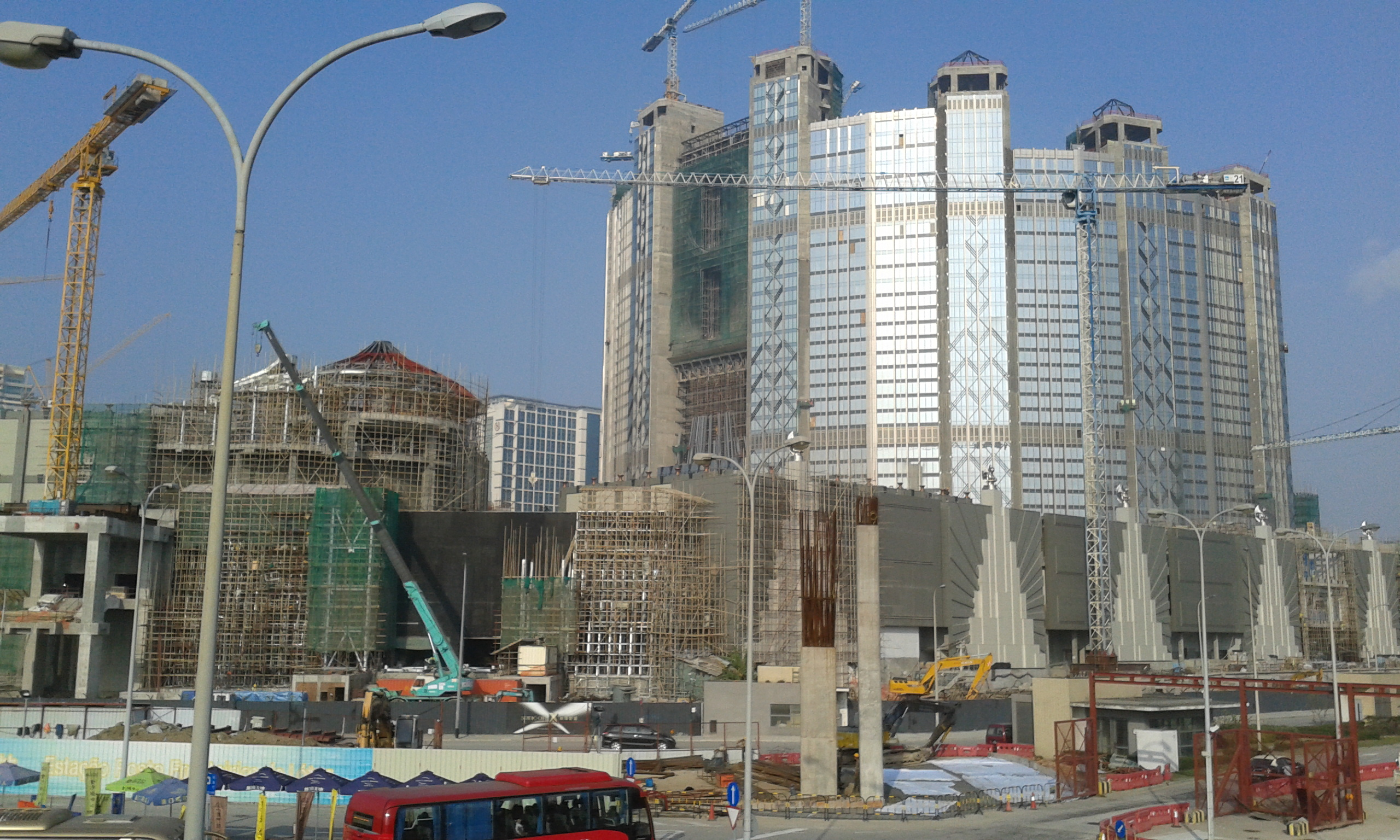
Studio City en construction (janvier 2015)

## Installations

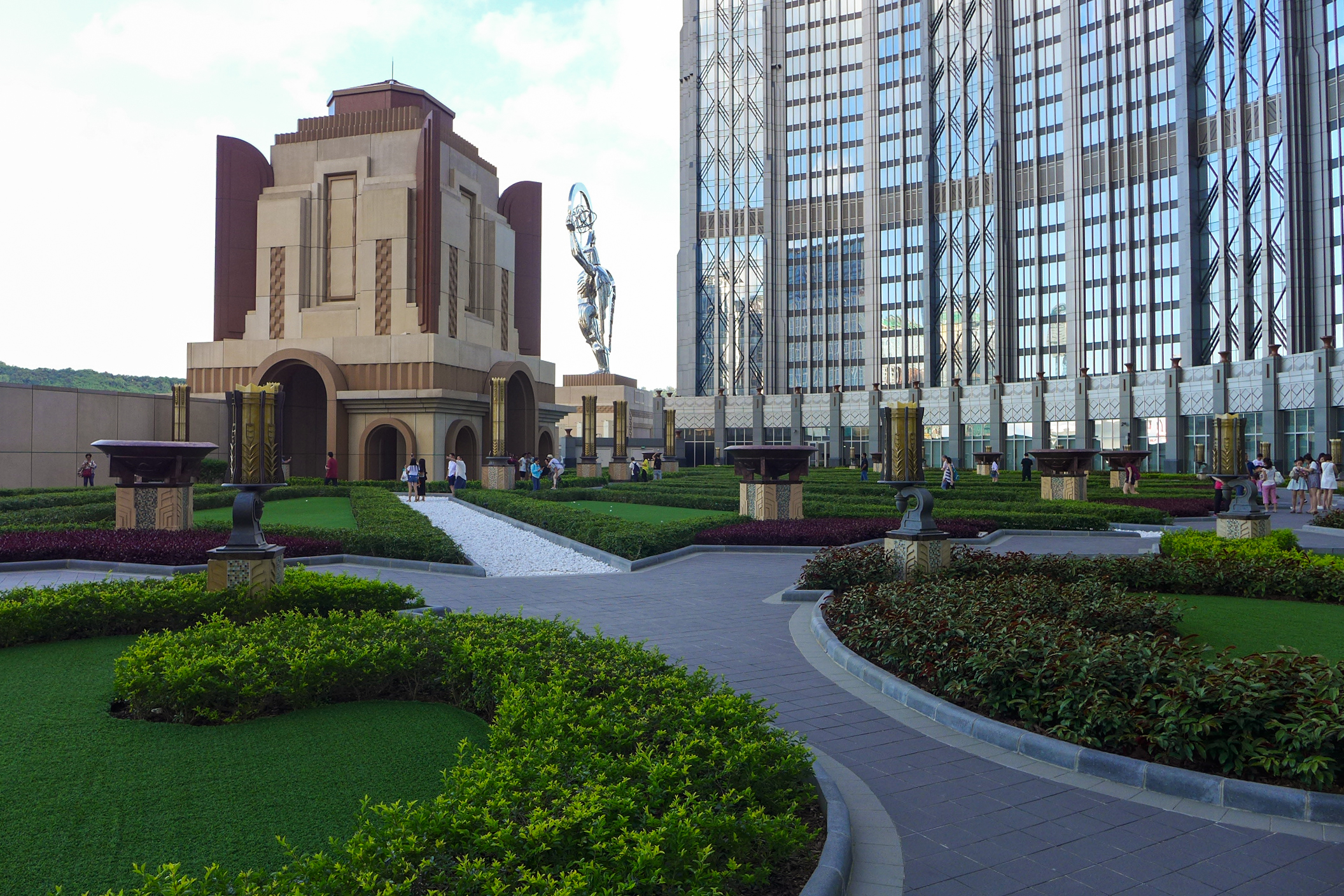
Terrasse de jardin au 3e étage.

### Casino
Studio City collaborera avec Melco Crown (Macao) Gaming pour ouvrir un casino de style Las Vegas de 46 000 m² avec plus de 400 tables de jeu à Studio City. Cependant, seulement 210 tables de jeu sont approuvées à l'ouverture, dont 160 seront placées dans la zone centrale et 50 seront des tables de jeu haut de gamme ou VIP. Les 40 tables restantes seront approuvées d'ici la fin de l'année, portant le total à 250 tables de jeu pour le nouveau projet de casino cette année.

### Installations de divertissement

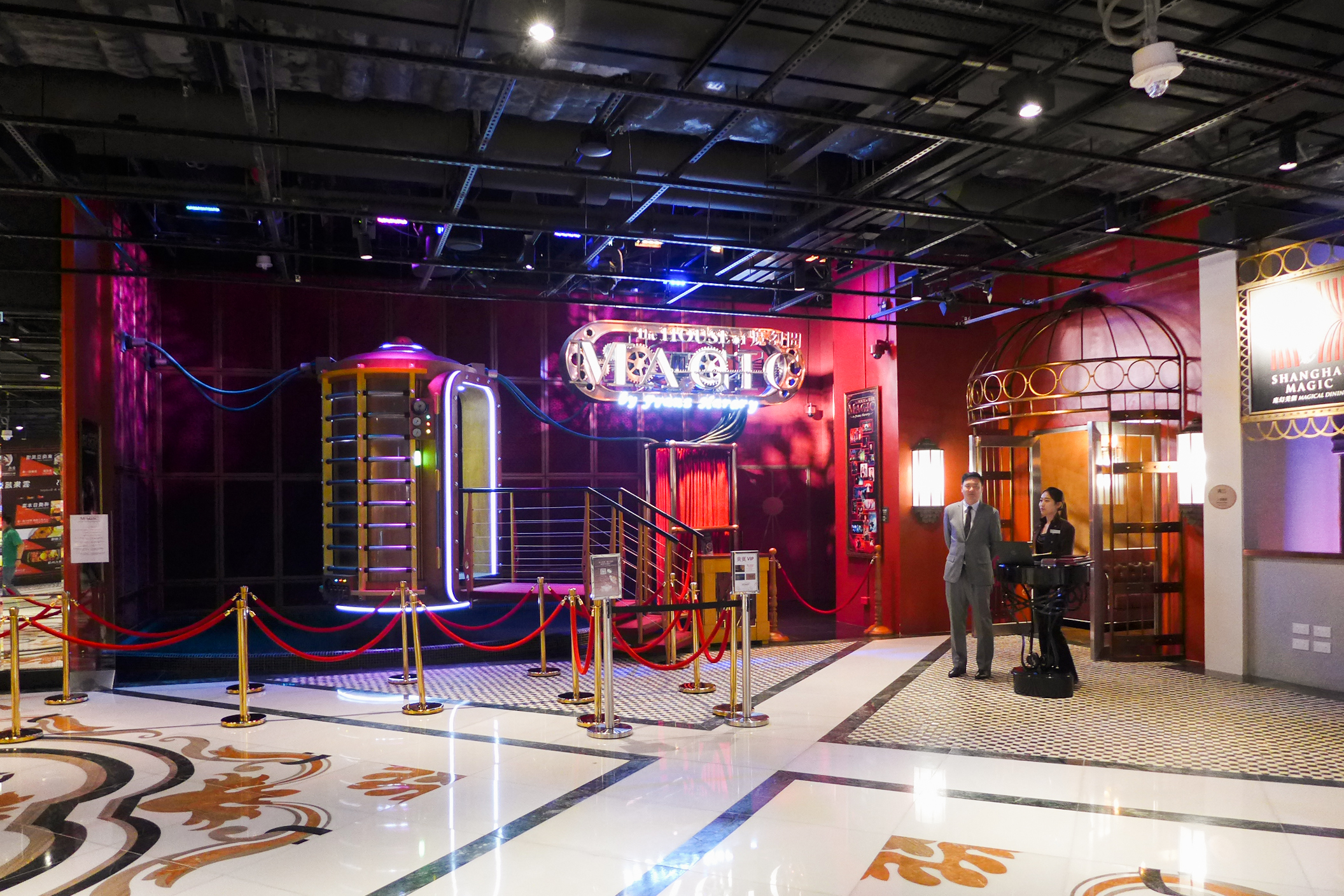
Entrée de la « House of Magic »

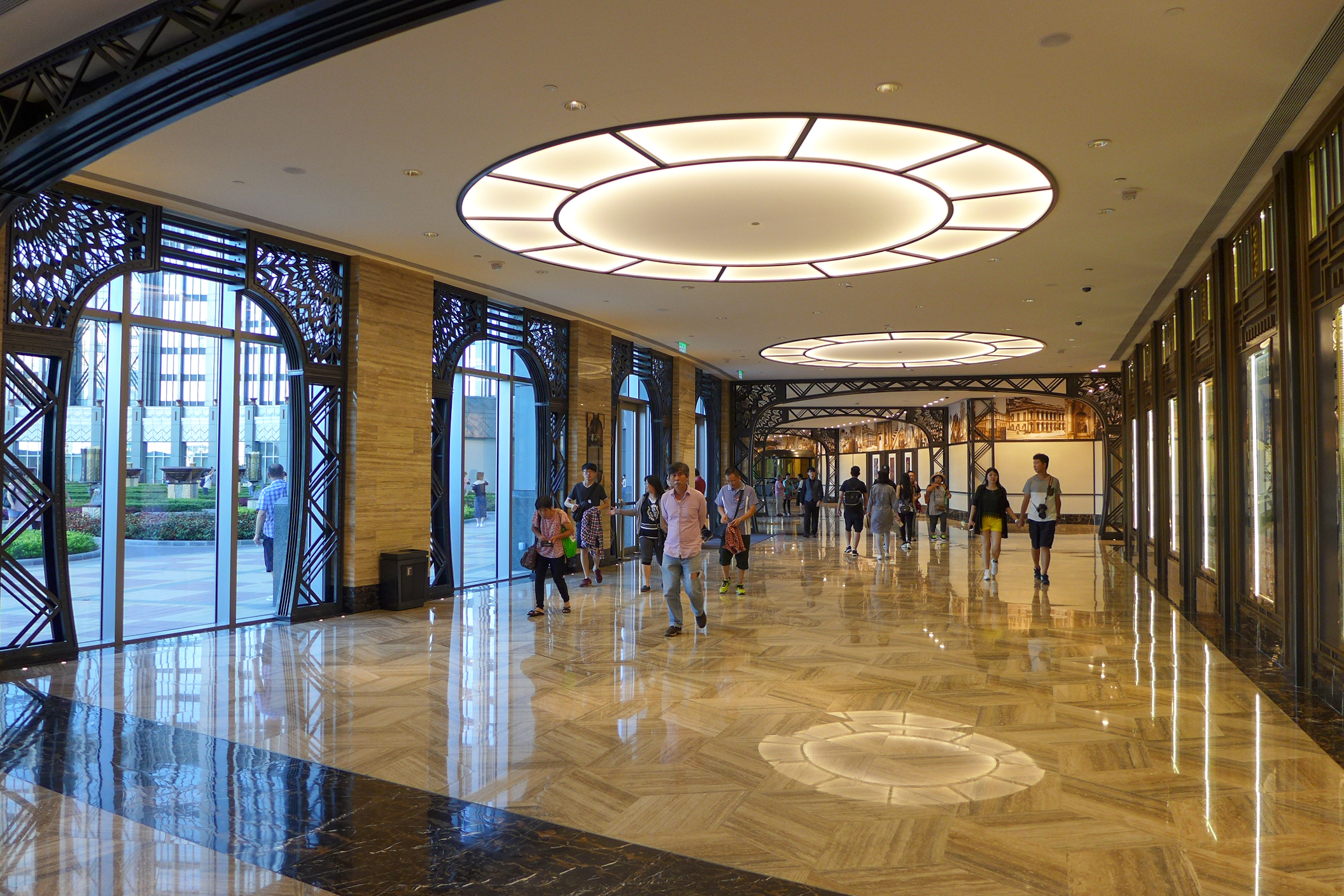
Entrée de la « Golden Reel »

L'hôtel dispose de trois installations de divertissement :
- Golden Reel - Située entre les deux bâtiments d'hôtel, à une hauteur de 130 mètres, c'est la plus haute grande roue en forme de 8 au monde, inspirée du projecteur de Gotham City des films Batman. Elle dispose de 17 nacelles d'observation rétro-futuristes, chacune pouvant accueillir 10 personnes, pour une durée totale d'environ 18 minutes, offrant une vue panoramique sur Macao et Hengqin.
- Macao E-Sports Stadium - Situé au 2e étage de l'aile ouest de Studio City, ouvert le 31 juillet 2018, couvrant 185 m², pouvant accueillir 274 spectateurs, c'est le premier stade d'e-sports de Macao.
- Legend Heroes Park - Situé au 1er étage de la Piazza di Macao de Studio City, ouvert en janvier 2019, offrant des expériences de haute technologie telles que la réalité virtuelle (VR), la réalité augmentée (AR), les hologrammes, le suivi de mouvement et les projections lumineuses.

#### Installations de divertissement fermées
- House of Magic - Gérée par Franz Harary (en), comprenant 3 théâtres de magie indépendants, permettant aux spectateurs de profiter de 3 spectacles de magie différents, pour une durée totale de 90 minutes. Les représentations sont arrêtées à partir du 9 octobre 2017.
- Batman Dark Flight - La première expérience de simulation de vol 4D au monde sur le thème de Batman.
- Warner Fun Zone - Situé au 3e étage, couvrant 3 700 m², comprenant des installations de jeux interactives sur le thème des personnages de Warner Bros. et DC Comics, Looney Tunes et Hanna-Barbera, offrant une expérience de jeu pour les enfants. Ce parc est fermé en 2020 en raison de la pandémie de Covid-19, puis remplacé par le parc aquatique Studio City Water World, qui comprend le bâtiment de l'hôtel de la deuxième phase et la piscine extérieure de l'hôtel.

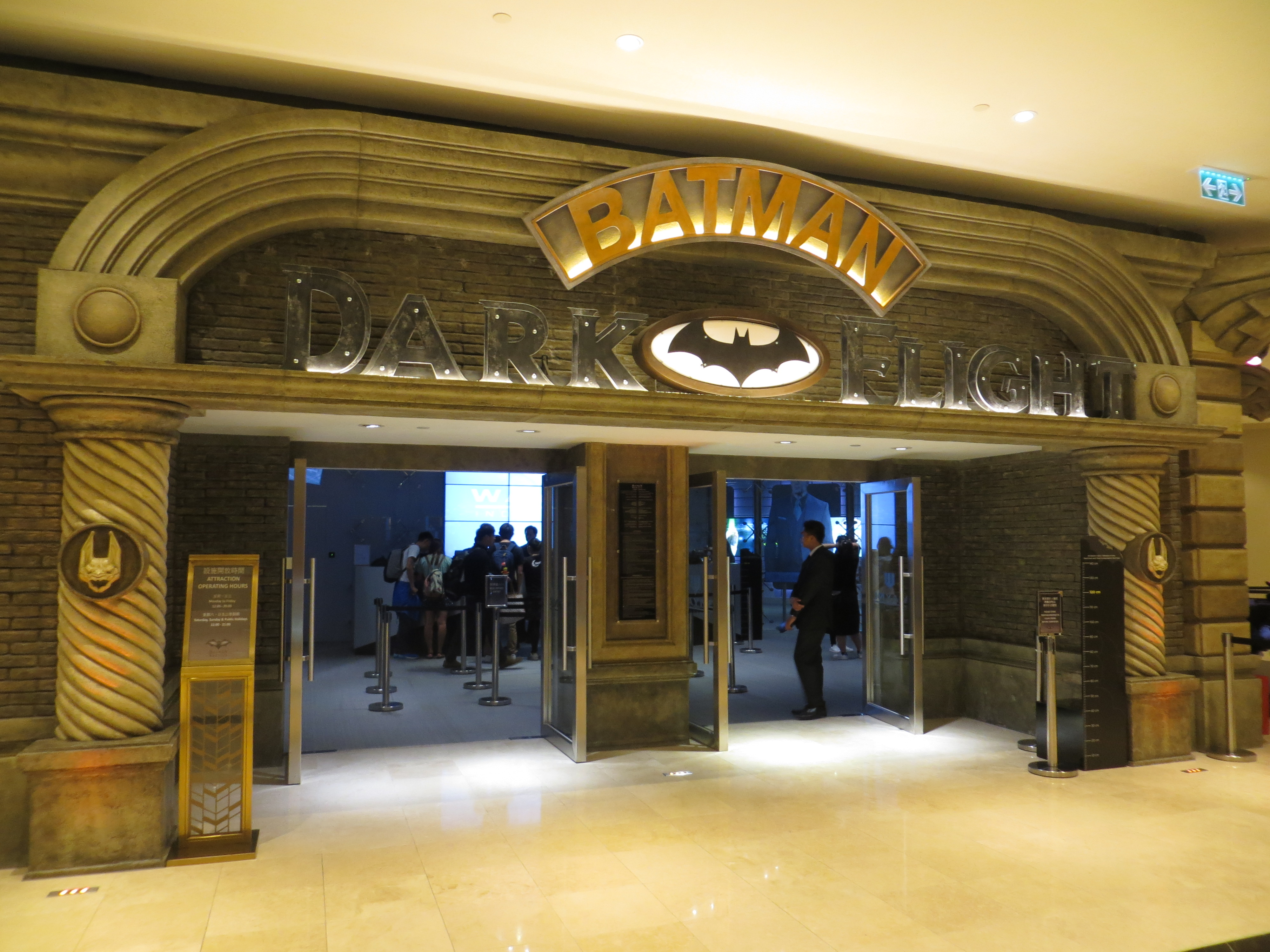
Entrée du Batman Dark Flight
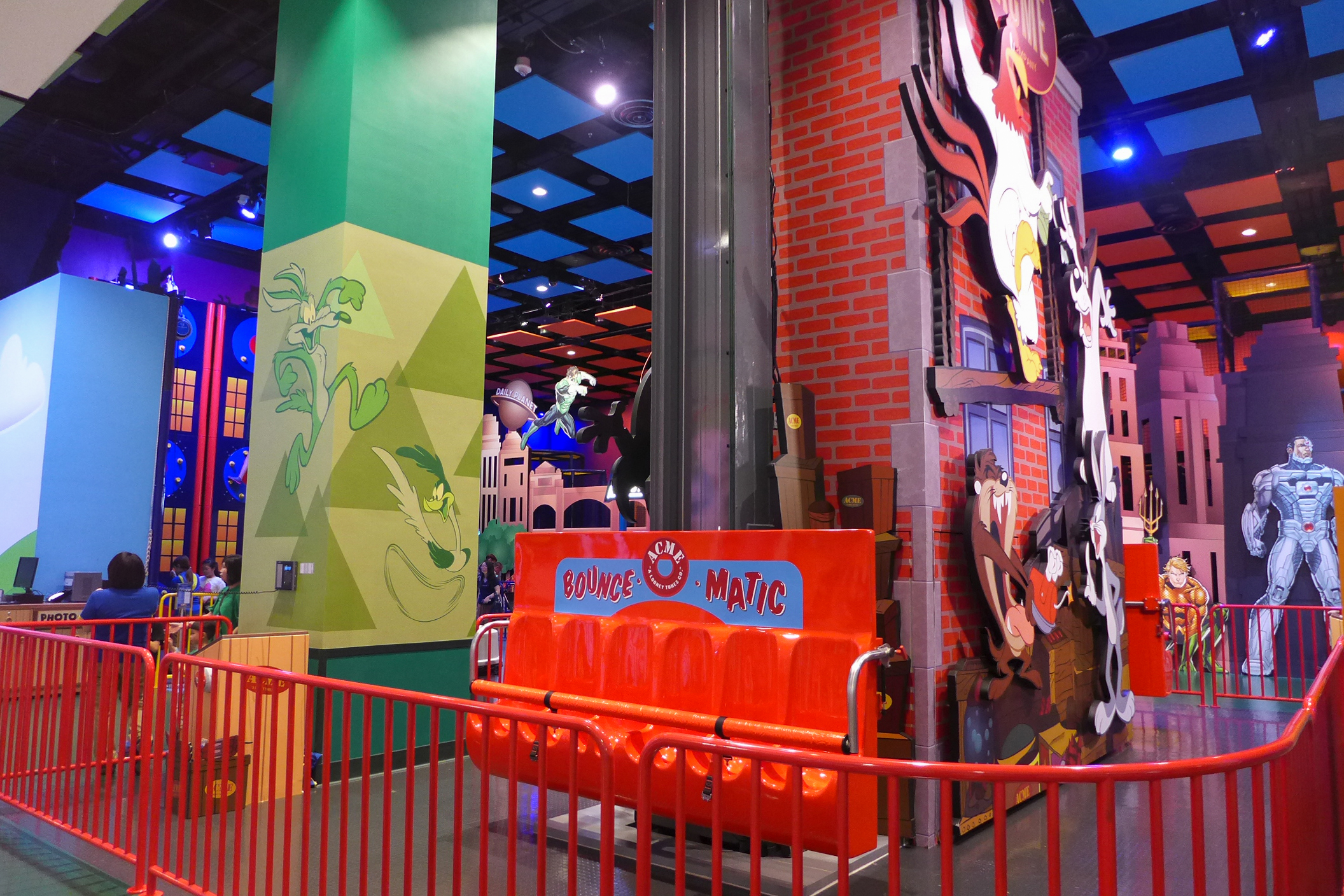
Parc pour enfants Warner
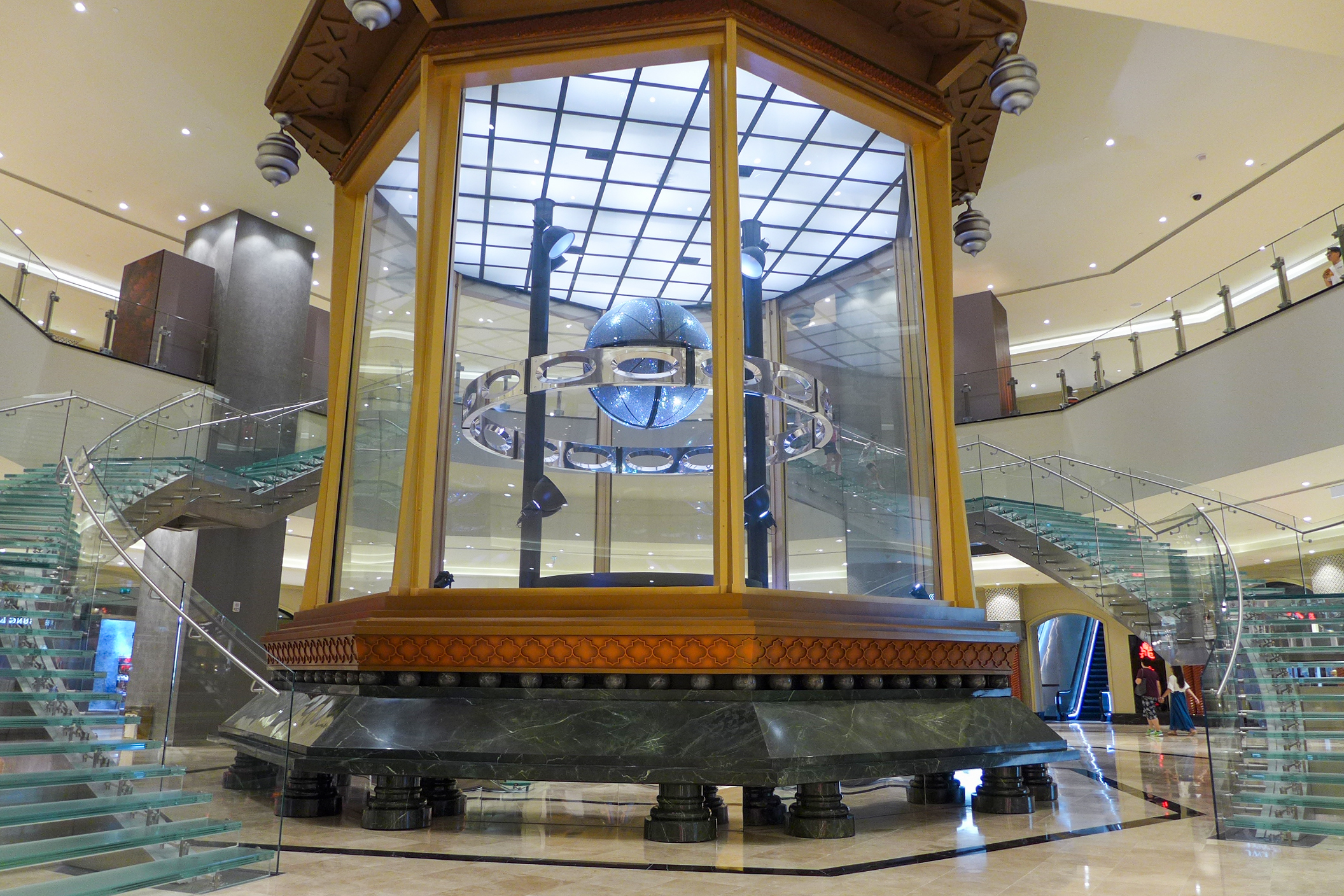
Sphère céleste magique

## Conventions et expositions

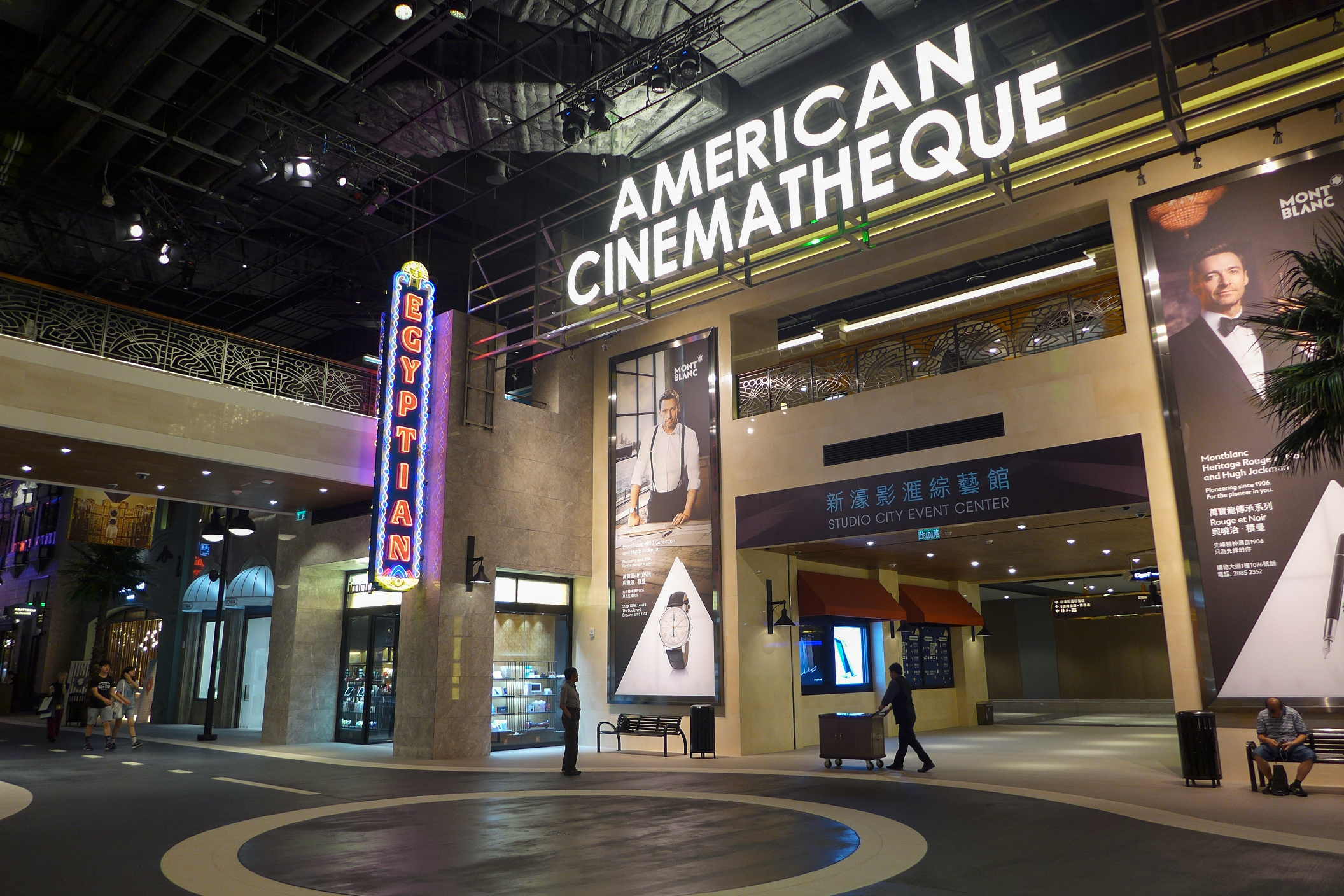
Studio City Event Center

Dispose d'un centre polyvalent pouvant accueillir 5 000 personnes, le Studio City Event Center, qui peut accueillir des concerts et des cérémonies de remise de prix. Le premier événement est le « Aaron Kwok de Luxe World Tour ». À partir du 14 décembre 2018 jusqu'au 31 mars 2019, le premier spectacle de cascades en salle au monde sur le thème des voitures électriques de sport, « Elekron », est présenté. En juin 2021, Studio City annonce la première résidence de concert de style Las Vegas en Asie, avec les chanteurs hongkongais Aaron Kwok, Joey Yung et Leon Lai, qui organiseront un total de 90 concerts individuels au cours des trois prochaines années.

### Centre commercial
Le Studio City Mall couvre 35 000 m², avec un concept inspiré des studios de cinéma hollywoodiens, et 95 % des magasins sont déjà loués. Les locataires incluent Balmain et Belstaff, qui font leurs débuts à Macao, ainsi que la boutique phare de Tom Ford en Asie.

### Parc d'attractions intérieur
Le parc d'attractions couvre 4 niveaux, totalisant 2 700 m², avec 5 zones thématiques : sous-marin, montagne rocheuse, jungle, station spatiale et espace extérieur.

### Parc aquatique
Situé dans l'aile ouest de Studio City au 3e étage, c'est le plus grand parc aquatique de Macao, ouvert le 23 mai 2021, divisé en deux parties, intérieure et extérieure, avec 26 installations. La partie extérieure dispose de 5 toboggans aquatiques de 20 mètres de haut, un parc aquatique pour enfants et une rivière à thème tropical « Green Wilderness ». La partie intérieure, ouverte le 6 avril 2023, a un thème spatial, avec des montagnes russes aquatiques à grande vitesse, le seul simulateur de surf intérieur de Macao, 7 installations de toboggans aquatiques, 2 piscines à vagues, une piscine « Starry Sky » traversant les parties intérieure et extérieure, un voyage de 246 mètres dans le courant stellaire, et une piscine de plongée de 3,7 mètres de profondeur.

## Hôtels

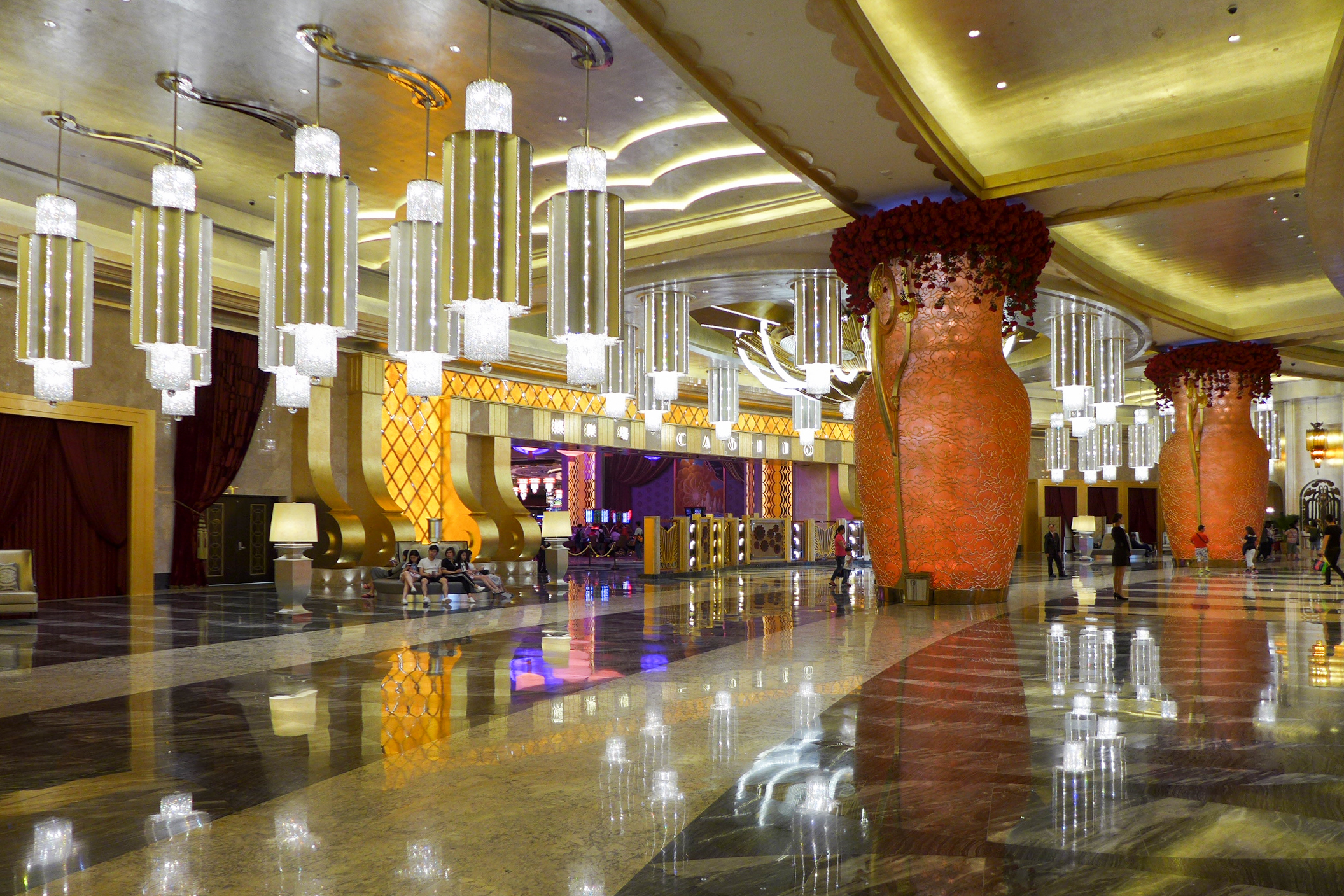
Lobby de l'hôtel

L'hôtel « Studio City Hotel » est construit en deux phases, comprenant les bâtiments « Celebrity Tower » et « Star Tower » de la première phase, avec un total de 1 600 chambres et suites au design élégant ; ainsi que le bâtiment « Epicenter » de la deuxième phase, avec 338 suites et villas en duplex.
En plus de l'hôtel « Epicenter », la deuxième phase comprend également l'hôtel « W Macao - Studio City », avec 557 chambres élégantes offrant des vues sur la ville ou sur Cotai.

## Développements futurs
La deuxième phase, d'un coût de 1,3 milliard US$, est adjacente à la station de métro de Macao à Lotus Checkpoint (en). Le projet se concentrera sur le développement d'éléments non liés aux jeux de hasard de classe mondiale, avec deux bâtiments d'hôtel cinq étoiles, y compris l'hôtel W Macao, offrant un total de 900 chambres et suites, ainsi que plus de 21 000 m² d'espace de boutiques. La deuxième phase comprendra un grand parc aquatique intérieur et extérieur, ainsi qu'un cinéma Cineplex avec six écrans.

## Incidents
- Le 18 avril 2015, un faux plafond tombe sur le chantier, blessant deux ouvriers chinois, l'un dans la trentaine et l'autre dans la quarantaine.
- Le 25 décembre 2015, la grande roue en forme de 8 « Golden Reel » tombe en panne, piégeant des passagers pendant plus d'une heure. Cependant, certains visiteurs ne sont pas au courant de la panne et continuent de faire la queue. Studio City répond ensuite aux médias, confirmant la panne de la grande roue, et s'excuse auprès des passagers.
- Le 21 janvier 2018, deux hommes et cinq femmes taïwanais (âgés de 60 à 78 ans) sont blessés en utilisant un escalator. Studio City déclare que l'escalator fonctionne normalement et que l'incident n'est pas lié à son fonctionnement.
- En juillet 2021, une personne se blesse en jouant dans le parc aquatique et se plaint d'avoir été ignorée par le personnel, puis porte plainte auprès du gouvernement et découvre une clause abusive stipulant que les clients sont responsables de leurs propres blessures ou décès.
- Le 10 décembre 2021, une structure de support de construction s'effondre sur le chantier, tuant un ouvrier chinois de 43 ans nommé Yao.